# Берод бај Валмерод
Берод бај Валмерод (њем. Berod bei Wallmerod) општина је у њемачкој савезној држави Рајна-Палатинат. Једно је од 192 општинска средишта округа Вестервалд. Према процјени из 2010. у општини је живјело 549 становника. Посједује регионалну шифру (AGS) 7143208.

## Географски и демографски подаци
Берод бај Валмерод се налази у савезној држави Рајна-Палатинат у округу Вестервалд. Општина се налази на надморској висини од 300 метара. Површина општине износи 3,9 km².

## Становништво
У самом мјесту је, према процјени из 2010. године, живјело 549 становника. Просјечна густина становништва износи 140 становника/km².